# سندرم کان
سندرم کان (انگلیسی: Primary aldosteronism) وضعیتی است که با افزایش ترشح آلدوسترون از غدد فوق کلیوی، سرکوب فعالیت رنین پلاسما، فشار خون بالا و هیپوکالمی مشخص می‌شود. به آن هیپرآلدوسترونیسم اولیه نیز می‌گویند.
سندرم کان شایع‌ترین علت فشار خون ثانویه است. این سندرم  وضعیتی است که با ترشح بیش از حد آلدوسترون از غدد فوق کلیوی مشخص می‌شود. غدد فوق کلیوی اندام های مثلثی کوچکی هستند که در بالای کلیه‌ها قرار دارند.  غدد فوق کلیوی اجزایی از سیستم هورمونی (سیستم غدد درون ریز) هستند که هورمون هایی را تولید و ترشح می‌کنند که بر بسیاری از سیستم های اندام تاثیر می گذارد و آن ها را تنظیم می‌کند. آلدوسترون در قشر، لایه بیرونی غدد فوق کلیوی تولید می‌شود. این هورمون نقش مهمی در حفظ حجم خون، فشار و تعادل الکترولیت دارد. تولید آن به طور معمول توسط آنزیم رنین تولید شده توسط کلیه‌ها تنظیم می‌شود. سطح رنین به دلیل فشار خون پایین، کاهش جریان خون به کلیه‌ها یا کمبود سدیم افزایش می یابد و بر این اساس سطح آلدوسترون افزایش می‌یابد. هنگامی که سطح رنین کاهش می یابد، آلدوسترون کاهش می‌یابد.
در سندرم کان، که آلدوسترونیسم اولیه نیز نامیده می‌شود، مقادیر بیش از حد آلدوسترون به دلیل یک یا چند تومور خوش خیم غده فوق کلیوی، هیپرپلازی، علل ناشناخته (ایدیوپاتیک) یا به ندرت سرطان غده آدرنال تولید می شود.
علت هر چه باشد، آلدوسترون بالا می تواند منجر به کاهش سطح پتاسیم خون (هیپوکالمی)، افزایش pH خون (آلکالوز)، و به ندرت افزایش سدیم خون (هیپرناترمی) شود.  این ممکن است علائم کمی یا غیر اختصاصی ایجاد کند.  علائم بیماری مانند تکرر ادرار، افزایش تشنگی، ضعف، خستگی، فلج موقت، تپش قلب، گرفتگی عضلات و سوزن سوزن شدن ممکن است در افراد مبتلا به هیپوکالمی و/یا فشار خون بالا رخ دهد.
تشخیص سندرم کان بسیار مهم است زیرا یکی از معدود علل قابل درمان فشار خون بالا است. اگرچه هر فردی ممکن است به آلدوسترونیسم اولیه مبتلا شود، اما اغلب در بزرگسالان بین ۳۰ تا ۵۰ سال رخ می دهد و در زنان شایع تر از مردان است. ضرورت بررسی هیپرآلدوسترونیسم اولیه در افراد مبتلا به فشار خون بالا و سطح پتاسیم خون پایین به ذهن متبادر می‌شود.
ممکن است در بیمارانی که به درمان‌های استاندارد کاهش فشار خون مقاوم هستند، مشکوک به سندرم کان باشد.
آلدوسترونیسم ثانویه باید از آلدوسترونیسم اولیه متمایز شود. این وضعیت به عنوان سندرم کان در نظر گرفته نمی شود و هر گونه ناهنجاری که باعث افزایش سطح رنین شود ممکن است به دلیل کاهش جریان خون به کلیه ها، فشار خون پایین یا کاهش سطح سدیم ادرار باشد. مهم ترین علت باریک شدن رگ‌هایی است که خون را به کلیه‌ها می‌رسانند که به آن تنگی شریان کلیوی می‌گویند. سایر علل هیپرآلدوسترونیسم ثانویه شامل نارسایی احتقانی قلب، سیروز، بیماری کلیوی و سموم بارداری است.